# فرانسيسكو جينيلا
فرانسيسكو جينيلا (مواليد 21 يناير 1999) هو لاعب كرة قدم أوروغواياني مولود في مونتيفيديو في الأوروغواي يلعب لصالح نادي الريان في دوري نجوم قطر في مركز الوسط.

## وصلات خارجية
- فرانسيسكو جينيلا على موقع الدوري الأمريكي (الإنجليزية)
- فرانسيسكو جينيلا على موقع قاعدة بيانات كرة القدم.إي يو (الإنجليزية)
- فرانسيسكو جينيلا على موقع Soccerway.com (الإنجليزية)